# Vassmott
Vassmott (Chilo phragmitella) är en fjärilsart som först beskrevs av Jacob Hübner 1810.  Vassmott ingår i släktet Chilo, och familjen mott. Arten är reproducerande i Sverige.

## Bildgalleri

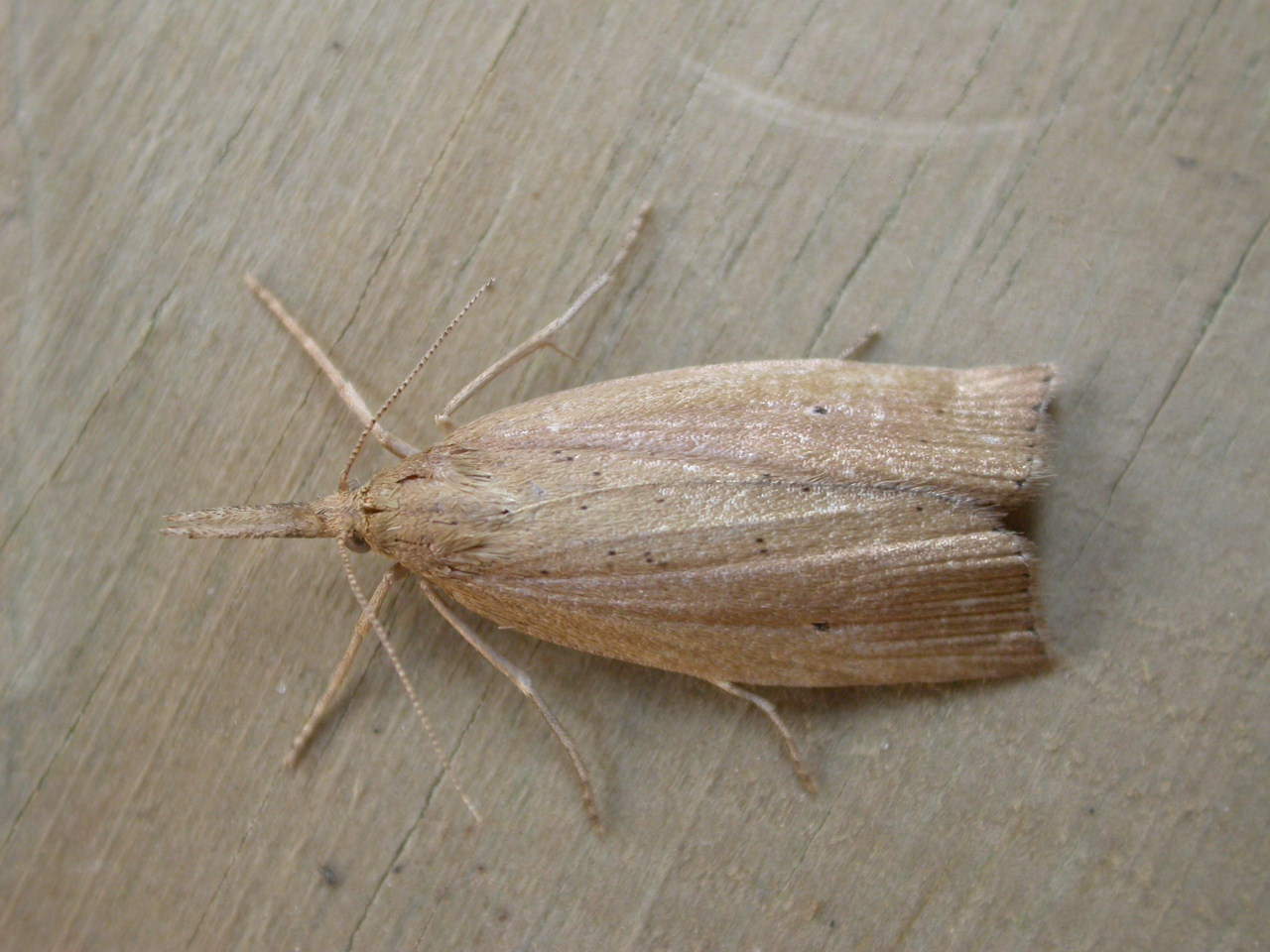